# Alter do Chão (freguesia)
Alter do Chão es una freguesia portuguesa del concelho de Alter do Chão, con 140,67 km² de superficie y 2.556 habitantes (2001). Su densidad de población es de 18,2 hab/km².

## Galería

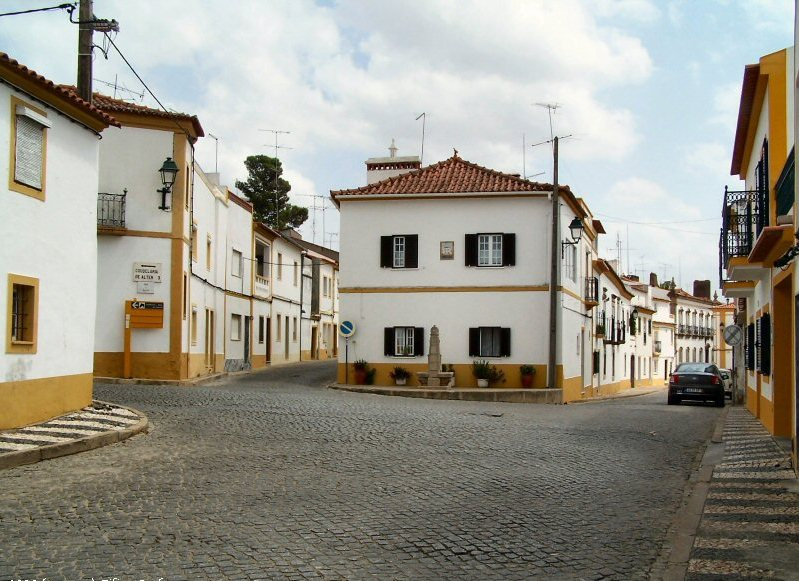
Interior de Alter do Chão